# 에방 은디카
오비테 에방 은디카(프랑스어: Obite Evan Ndicka, 1999년 8월 20일 ~ )는 세리에 A의 로마에서 센터백으로 활약하고 있는 코트디부아르의 축구 선수이다. 프랑스 출신으로 코트디부아르 국가대표팀에서 뛰고 있다.
은디카는 오세르의 아카데미 졸업생으로 17세의 나이로 2017년 1월에 클럽에서 시니어 데뷔를 했다. 그는 그 다음 시즌과 반을 그 클럽에서 보냈고, 2018년 7월에 분데스리가의 아인트라흐트 프랑크푸르트에 합류하기 전에 14번의 시니어 경기에 출전했다.

## 어린 시절
은디카는 프랑스 파리에서 카메룬인 아버지와 코트디부아르인 어머니 사이에서 태어났다.

## 구단 경력

### 오세르
13세의 나이에 리그 2의 오세르에 입단한 은디카는 2017년 1월 27일, 1-0으로 이긴 클레르몽과의 경기에서 프로 데뷔 전을 치렀다.  그는 2월 5일 구단과 첫 프로 계약을 맺었다. 그는 다음 시즌과 반 동안 14경기에 출전하였고, 550만 유로의 이적료로 분데스리가의 아인트라흐트 프랑크푸르트로 이적하였다.

### 아인트라흐트 프랑크푸르트
2018년 7월 5일, 은디카는 독일 클럽 아인트라흐트 프랑크푸르트와 5년 계약을 맺었다. 그는 빠르게 1군 선수단의 중요한 일원이 되었고 리그와 UEFA 유로파리그의 클럽에서 정기적으로 활약했다. 2019년 2월, 그의 활약으로 그는 특정 달 동안 가장 높은 활약을 보인 23세 이하 선수에게 수여되는 월간 타이틀인 분데스리가 이달의 신인상을 수상했고, 그가 시즌 신인상 후보에도 오르는 것을 보았다. 그 이후로, 그는 클럽이 챔피언스리그 진출권을 아슬아슬하게 놓치면서 남은 시즌 동안 단 한 경기만 결장했다.
2021-22년 UEFA 유로파리그에서 우승을 차지한 바 있고, 2023년 6월, 은디카는 아인트라흐트와의 계약이 만료되면서 5시즌 만에 공식적으로 아인트라흐트를 떠나게 되었다.

### 로마
2023년 6월 21일, 은디카는 세리에 A의 로마로 5년 계약을 맺었다. 2024년 4월 14일, 우디네세와의 세리에 A 경기에서 73분에 가슴 통증으로 쓰러지는 과정에서 의식은 있었지만 결국 들것에 실려나갔다. 결국 경기는 15분 후 1-1 무승부로 중단되었다. AS 로마의 X (트위터) 공식 프로필은 나중에 은디카가 의식이 있었고 "추가 확인"을 위해 병원으로 이송되었다고 말했다.
2024년 11월 28일, 은디카는 UEFA 유로파리그에서 토트넘 홋스퍼와의 2–2 원정 무승부 경기에서 클럽에서의 첫 골을 기록했다. 2024-25년 시즌 동안 그는 로마 소속 필드 플레이어로는 2004년 이후 처음으로 리그 38경기 모두를 교체 없이 풀타임으로 소화한 선수가 되었다.

## 국가대표팀 경력
은디카는 U-16과 U-17에서 프랑스를 대표했고 2017년 3월에 베르나르 디오메드 감독에 의해 처음으로 U-18 팀에 소집되었다. 그리고 나서 그는 U-21 대표팀의 모든 프랑스 청소년 팀에서 뛰었다.
2023년 6월, 그는 공식적으로 코트디부아르로 이적하였고, 그 후 잠비아와의 2023년 아프리카 네이션스컵 예선 경기에 처음으로 국가대표팀에 차출되었으나, 관료적인 문제로 인해 결국 팀에서 철수하였다. 그는 마침내 2023년 9월 9일, 레소토와의 2023년 아프리카 네이션스컵 예선 경기에서 코트디부아르 국가대표팀에 데뷔하였다.
2023년 12월 28일, 그는 2023년 아프리카 네이션스컵에 출전하기 위해 장루이 가세트가 선정한 27명의 코트디부아르 선수 명단에서 선발되었다. 2024년 2월 11일에는 코트디부아르에서 열린 2023년 아프리카 네이션스컵에서 에메르스 파에 감독과 함께 우승했다.

## 수상
아인트라흐트 프랑크푸르트
- UEFA 유로파리그 : 2021-22[13][14]
- UEFA 슈퍼컵 : 준우승
- DFB-포칼 : 준우승[32]

코트디부아르
- 아프리카 네이션스컵 : 2023[33]

개인
- 분데스리가 올해의 팀 : 2021–22[34]